# HMP Weare
HMP Weare eller Her Majesty's Prison Weare var et fængselsskib, der lå i Portland Harbour, Dorset, England.
Fængselsskibet Weare, der havde plads til op til 400 indsatte, blev etableret i 1997 som et midlertidigt fængsel for at imødegå overbefolkning i de britiske fængsler. Den 9. marts 2005 blev det meddelt, at Weare ville blive lukket ned på grund af høje driftsomkostninger kombineret med at det rent kapacitetsmæssigt ikke længere var nødvendigt.
HMP Weare var oprindelig bygget som kaserneskib for amerikanske militærstyrker i 1980’erne og det blev efterfølgende anvendt som fængselsskib i New York indtil det blev sejlet over Atlanterhavet til den britiske havneby Portland i 1997. Betingelserne for de indsatte blev imidlertid kritiseret af de britiske tilsynsmyndigheder, og denne kritik var medvirkende til lukning af fængselsskibet. 
Weare blev derefter afhændet af de britiske fængselsmyndigheder i 2006, hvor det blev solgt til et rederi med base i Nigeria.